# FK Orjen
FK Orjen (crnogorski: ФК Орјен) nogometni je klub iz Zelenike, naselja u blizini Herceg Novog, Crna Gora. Natjecao se u Trećoj ligi Crne Gore – Jug do sezone 2023./24. i prije početka sezone 2024./25. odustao je od natjecanja zbog financijskih razloga i nepostojanja odgovarajućeg stadiona.

## O klubu
Osnovan 1924., najstariji je sportski klub u Herceg Novom. Nazvan je po planini Orjen. Do 1941. godine povremeno se natjecao u trećem stupnju natjecanja unutar Kraljevine SHS i Kraljevine Jugoslavije, koji se zvao Prvenstvo Zetske i Primorske banovine (1922. − 1930.), odnosno Prvenstvo Cetinskog nogometnog podsaveza (1930. − 1940.).
Nakon Drugog svjetskog rata mijenja ime u Polet koje nosi do 1975.[nedostaje izvor] godine, nakon čega se vraća staro ime. U razdoblju od 1970. do 1992. godine osvojio je tri naslova prvaka Južne regije u Republičkoj ligi Crne Gore, koja je bila četvrti stupanj natjecanja, u sezonama 1969./70., 1972./73. i 1990./91. Također je četiri puta osvajao Kup Nikše Bućina u okviru Južne regije: 1973., 1977., 1982. i 1990. godine. Tijekom dvije sezone natjecao se u Trećoj ligi Jugoslavije: 1973./74. i 1991./92.
Nakon  osamostaljenja Crne Gore 2006., natjecao se u južnoj regiji u okviru Treće lige. Sezona 2021./22. završio je na šestom mjestu i osvojio Kup Nikše Bućina po peti put i prvi put nakon 1990. godine, pobjedom u finalu protiv Lovćena 3:0. Sezona 2022./23. završio je na petom mjestu.

## Stadion
Domaće utakmice igra na stadionu Opačica koji je izgrađen 1972. godine u naselju Zelenika. Uglavnom je bio namijenjen mlađim kategorijama i natjecanju u nižim ligama, zbog nekvalitetne infrastrukture, podloge i prilaza te nedostatka parkinga.

## Uspjesi
Kup Nikša Bućin
- 1973., 1977., 1982., 1990., 2022.

Regionalna liga Crne Gore
- 1969./70., 1972./73., 1990./91.

## Vanjske poveznice
- Profil na srbijasport.net